# Носсейр, Сайед
Эль-Сайед Мохамед Носсейр (араб. السيد محمد نصير‎, 31 августа 1905, Танта — 28 ноября 1974, Каир) — египетский тяжелоатлет. Олимпийский чемпион 1928 года, двукратный чемпион Европы 1930 и 1931 годов. Первый олимпийский чемпион в истории Египта.

## Биография
Сайед Носсейр родился 31 августа 1905 года в египетском городе Танта в фермерской семье.
Учился в средней школе в Танте. Начал заниматься тяжёлой атлетикой в 16 лет. 
Представлял клуб «Аль-Ахли» из Каира. В первые годы выступал в соревнованиях в полутяжёлом весе. В этой категории в 1925—1928 годах четырежды выигрывал чемпионат Египта.
В 1928 году вошёл в состав сборной Египта на летних Олимпийских играх в Амстердаме. Выступал в весовой категории до 82,5 кг и завоевал золотую медаль, подняв в троеборье 355 кг (112,5 кг в рывке, 142,5 кг в толчке, 100 кг в жиме). По ходу выступления установил восемь олимпийских рекордов (три в рывке, по два — в толчке и троеборье, один — в жиме), а также два мировых рекорда (112,5 кг в рывке и 142,5 кг в толчке).
Стал первым олимпийским чемпионом в истории Египта.
Позже выступал в тяжёлом весе. Дважды завоёвывал золотые медали чемпионата Европы — в 1930 году в Мюнхене и в 1931 году в Люксембурге.
В течение карьеры установил девять мировых рекордов.
После окончания выступлений стал тренером. Работал со сборной Египта по тяжёлой атлетике, сопровождал её на нескольких летних Олимпийских играх. Входил в состав Международной федерации тяжёлой атлетики.
После революции 1952 года участвовал в занятиях со скаутами.
Умер 28 ноября 1974 года в Каире.